# Condado de Davie
O Condado de Davie é um dos 100 condados do estado americano da Carolina do Norte. A sede do condado é Mocksville, e sua maior cidade é Mocksville. O condado possui uma área de 691 km² (dos quais 4 km² estão cobertos por água), uma população de 34 835 habitantes, e uma densidade populacional de 51 hab/km² (segundo o censo nacional de 2000). O condado foi fundado em 1836.